# Asdrúbal (nombre)
Asdrúbal es la forma latinizada del nombre propio masculino Azruba'al (𐤏𐤆𐤓𐤁𐤏𐤋, ʿzrbʿl) este es de origen púnico y su significado es "ayudado por Baal"

## Variantes
- Femenino: Asdrúbala.

### Variantes en otros idiomas
| Variantes en otras lenguas | Variantes en otras lenguas |
| -------------------------- | -------------------------- |
| Español                    | Asdrúbal/Asdrubal          |
| Alemán                     | Hasdrubal                  |
| Catalán                    | Àsdrubal                   |
| Checo                      | Hasdrubal                  |
| Danés                      | Hasdrubal                  |
| Eslovaco                   | Hasdrubal                  |
| Finlandés                  | Hasdrubal                  |
| Francés                    | Hasdrubal                  |
| Galés                      | Hasdrubal                  |
| Gallego                    | Asdrúbal                   |
| Georgiano                  | ჰასდრუბალი (Hasdrubali)    |
| Holandés                   | Hasdrubal                  |
| Inglés                     | Hasdrubal                  |
| Italiano                   | Asdrubale                  |
| Latín                      | Hasdrubal                  |
| Lituano                    | Hasdrubalas                |
| Noruego                    | Hasdrubal                  |
| Polaco                     | Hazdrubal                  |
| Portugués                  | Asdrúbal                   |
| Ruso                       | Гасдрубал (Gasdrubal)      |
| Sueco                      | Hasdrubal                  |

## Personajes célebres
- Asdrúbal el Bello, político y general cartaginés, yerno de Amílcar Barca.
- Asdrúbal el Beotarca, general cartaginés.
- Asdrúbal Aguiar, político y abogado venezolano.
- Asdrúbal Baptista, economista venezolano.
- Asdrúbal Barca, general cartaginés, uno de los tres hijos de Amílcar Barca.
- Asdrúbal Giscón, general cartaginés.
- Asdrúbal de la Torre, caricaturista, periodista y médico cirujano ecuatoriano.
- Asdrúbal Cedeño, físico venezolano.
- Asdrúbal Padrón, jugador de la liga de fútbol profesional en España
- Asdrúbal Landaeta, ingeniero mecánico venezolano, exjugador de baloncesto
- Asdrubal Alfaro Hurtado, Artista y cantautor panameño, más conocido como Kenny Man y escribió en interpretó el tema "Ni Gucci, ni Prada"
- Asdrubal Antón, piloto asturiano de rallies. Cabe destacar su victoria en el rallysprint de Luarca